# Claude Makélélé
Claude Makélélé (* 18. února 1973, Kinshasa, Zair) je bývalý francouzský fotbalista, který hrál na postu defensivního záložníka, naposledy oblékal dres Paris Saint-Germain FC v Ligue 1. Od roku 2019 působí jako individuální trenér v Chelsea. Má tři děti, Kelyan, Hayden a Sam, které vzešly z několika vztahů. Hovoří jazykem lingala.
Dříve než přišel do Paris St. Germaine hrál za Stade Brestois (1990-1991), FC Nantes (1991-1997), Olympique de Marseille (1997-1998), Celta de Vigo (1998–2000), Real Madrid a Chelsea FC, která jej koupila od španělského giganta za 16,6 milionů liber.

## Klubová kariéra
Claude Makélélé se přestěhoval do Savigny-le-Temple, předměstí Paříže, v roce 1977, když mu byly 4 roky. Jeho otec byl také fotbalista. Reprezentoval Zair a ukončil svou kariéru v belgické první lize.
Makélélé nikdy neopustil Savigny-le-Temple až do 16 let, kdy odjel trénovat do Brest-Armorique v Bretónsku. Podle něj nebylo snadné adaptovat se v novém městě Brest. Život v tréninkové akademii byl nesnadný, především tím, že se musel vzdálit od své rodiny. Makélélé byl rekrutovaný týmem FC Nantes Atlantique v prosinci roku 1991, kdy mu bylo 18 let. Robert Budzinski, sportovní vedoucí v Nantes, objevil Makélélého v Brestu a byl si jistý, že by to mohl být nový Emmanuel Petit.
V sezóně 1992/93 byl Claude Makélélé připraven v A-týmu Nantes hrát ve francouzské Ligue 1. Hrál za Nantes 5 sezón, byl u výhry ve francouzské lize (1995) a pomohl klubu do semifinále evropského poháru v následující sezóně. Makélélé byl doslova pravidelný střelec za Nantes a vstřelil 6 gólů v sezóně 1996/97. Pak ho získal tým Olympique de Marseille, v jehož dresu odehrál jednu sezónu. Poté byl prodán do Celty Vigo, kde strávil dvě úspěšné sezóny.
V roce 2000 byl koupen do Realu Madrid. Jeho přestup byl komplikovaný, protože Celta nechtěla Makelélého prodat, neboť byl pro ně moc důležitý. Makelele nemohl trénovat, dokud neuzavřel smlouvu s Realem. Nakonec ho Celta neochotně prodala.
V Realu si Makelele užil úspěchy: dvě výhry v La Lize, výhra v Lize mistrů, Supercopa de España, Superpohár UEFA a Interkontinentální pohár (teď nahrazen soutěží jménem Mistrovství světa ve fotbale klubů). Makelele se stává jedním z nejlepších záložníků na světě.
Jeho plat však, navzdory tomuto hodnocení, byl jeden z nejmenších v týmu, nedostával ani zlomek toho, co dostávali Zinédine Zidane, Luís Figo, Raúl González, Ronaldo, Roberto Carlos, Steve McManaman nebo Guti. V létě roku 2003 cítil, že po odchodu trenéra Dela Bosqueho a příchodu Davida Beckhama bude jeho pozice v klubu nejistá, i když ho povzbuzovali jeho týmoví kamarádi Zidane, Raul, McManaman a Fernando Morientes.
Makelele se zažádat o zlepšení smlouvy. Vedení Realu nevzalo v úvahu jeho žádost. Rozrušený Makelele se nechal napsat na přestupovou listinu, čehož využil anglický klub Chelsea FC a zde podepsal smlouvu.
Od roku 2008 působil opět ve Francii, a to v klubu Paris Saint-Germain, v kterém také 29. května 2011 - v zápase proti AS Saint-Etienne - ukončil svoji bohatou fotbalovou kariéru.

## Reprezentační kariéra
V letech 1995–2008 hrál za reprezentační A-mužstvo Francie, předtím působil i ve francouzském výběru U21.

## Trenérská kariéra
Po ukončení svojí hráčské kariéry se stal asistentem trenéra Paris Saint-Germain. V roce 2014 podepsal jako trenér smlouvu s týmem SC Bastia.